# Ashlyn Krueger
Ashlyn Krueger (Dallas, 7 de mayo de 2004) es una tenista profesional estadounidense.
Su mejor clasificación en la WTA fue la número 51 del mundo, que llegó el 9 de septiembre de 2024. En dobles alcanzó número 62 del mundo, que llegó el 12 de agosto de 2024. Hasta la fecha, ha ganado un título WTA en individual.

## Títulos WTA (2; 1+1)

### Individual (1)
| Leyenda        |
| Grand Slam (0) |
| WTA Finals (0) |
| WTA 1000 (0)   |
| WTA 500 (0)    |
| WTA 250 (1)    |

| N.º | Fecha                    | Torneo | Superficie | Oponente en la final | Resultado   |
| --- | ------------------------ | ------ | ---------- | -------------------- | ----------- |
| 1.  | 17 de septiembre de 2023 | Osaka  | Dura       | Lin Zhu              | 6-3, 7-6(6) |

#### Finalista (1)
| N.º | Fecha                | Torneo   | Superficie | Oponente en la final | Resultado     |
| 1.  | 8 de febrero de 2025 | Abu Dabi | Dura       | Belinda Bencic       | 6-4, 1-6, 1-6 |

### Dobles (1)
| Leyenda        |
| Grand Slam (0) |
| WTA Finals (0) |
| WTA 1000 (0)   |
| WTA 500 (0)    |
| WTA 250 (1)    |

| N.º | Fecha              | Torneos    | Superficie            | Pareja          | Oponentes en la final             | Resultado        |
| --- | ------------------ | ---------- | --------------------- | --------------- | --------------------------------- | ---------------- |
| 1.  | 7 de abril de 2024 | Charleston | Tierra batida (verde) | Sloane Stephens | Liudmila Kichenok Nadiia Kichenok | 1-6, 6-3, [10-7] |

## Títulos WTA 125s

### Individual (1–0)
| Resultado | N.º | Fecha               | Torneo | Superficie | Oponente      | Puntaje       |
| --------- | --- | ------------------- | ------ | ---------- | ------------- | ------------- |
| Campeona  | 1.  | 25 de junio de 2023 | Gaiba  | Césped     | Tatjana Maria | 3-6, 6-4, 7-5 |